# Trist
Trist fue una banda de black/doom, formada en 2003 en Olomouc, República Checa, por
Trist (Jan Šincl) en Guitarra y Voz y P en la Batería, la banda se ha convertido en una de las bandas más importantes dentro del denominado black metal suicida.
En 2006, Trist, vocalista y compositor de la banda, participó en el proyecto "Life Is Pain" junto con Kim Carlsson, conocido
por su trabajo con Hypothermia y Lifelover, Trist también ha sido miembro de otras bandas como Hyperborean Desire, Deep-pression y Funeral of My Soul.

## Discografía

### Demos
- 2004 - Do tmy žalu i nicoty
- 2005 - Prach Nesvìta
- 2005 - Říjen pod mlhou
- 2005 - Pustota
- 2009 - Ve snech nekrvácím

### Split's
- 2005 - Z kraje mrtvých stínù split con Holomráz
- 2007 - Trist / Kaxur / Holomráz, Split con Kaxur y Holomráz.
- 2007 - Black Veils, Split con Through the Pain.
- 2007 - Korium/Trist, Split con Korium.
- 2008 - Split LP, split con Hypothermia, Grimnir y Regnum.

### Álbumes
- 2006 - Stíny
- 2007 - Sebevražední andělé
- 2007 - Slunce v snovém kraji, rozplývání, echa...
- 2007 - Zrcadlení melancholie
- 2009 - Za hranicí skutečnosti (EP)

### Compilaciones
- 2008 - Zjitřená bolest